# Bartok wspaniały
Bartok wspaniały (ang. Bartok the Magnificent) – amerykański film animowany z 1999 roku w reżyserii Dona Blutha i Gary’ego Goldmana.

## Opis fabuły
Uliczni artyści, nietoperz-albinos Bartok i niedźwiedź Zozi, przemierzają świat, prezentując swoje sztuczki. Ich przyjaciel, książę Iwan, zostaje porwany przez podstępną i żądną władzy Ludmiłę. Przeszkadzał on bowiem okrutnej kobiecie w zdobyciu praw do tronu. Tragiczna wiadomość szybko dociera do Zoziego i Bartoka, którzy postanawiają pomóc Iwanowi. Najpierw jednak muszą zmierzyć się ze złą i przebiegłą Babą Jagą, która – jak się okazuje – jest zamieszana w uprowadzenie księcia.

## Obsada
- Hank Azaria – Bartok
- Kelsey Grammer – Zozi
- Andrea Martin – Baba Jaga
- Catherine O’Hara – Ludmiła
- Tim Curry – Szkielet
- Jennifer Tilly – Piloff
- French Stewart – Oble
- Phillip Van Dyke – Książę Iwan
- Diedrich Bader – Vol
- Kelly Marie Berger – Mała dziewczynka
- Zachary B. Charles – Mały chłopiec